# Pierres (Calvados)
Pierres település Franciaországban, Calvados megyében. Lakosainak száma 218 fő (2018. január 1.). Pierres Chênedollé, Estry, Presles, Rully, Le Theil-Bocage és Vassy községekkel határos.

## Népesség
A település népességének változása:
| Lakosok száma | 299  | 280  | 216  | 208  | 199  | 197  | 195  | 192  | 222  | 218  |
|               | 1962 | 1968 | 1982 | 1990 | 1999 | 2008 | 2011 | 2013 | 2017 | 2018 |